# Wayana (langue)
Le wayana (autonyme : Wayâna) est une langue amérindienne de la famille des langues caribes parlée par les Wayanas au nord de l'Amérique du Sud, plus précisément en Guyane, au Suriname et au Brésil.

### Dictionnaire
- Eliane Camargo et Tapinkili Anaiman, Wayana au cœur des mots	/ Wajana Omi Jatëku : Dictionnaire bilingue wayana-français, Éditions du Comité des travaux historiques et scientifiques, 26 novembre 2020, 240 p., 200 × 260 mm (ISBN 978-2-73550-920-1).

### Sources
- (pt) Eliane Camargo, Da oralidade à escrita: relatos de homens e mulheres Wayana [« De l'oralité à l'écriture : relations entre hommes et femmes wayanas »], Paris, Association d'ethnolinguistique amérindienne (AEA), coll. « Chantiers Amerindia », 1995, 52 p., 21 cm (BNF 37669764)Supplément no 2 à la revue Amerindia, no 19-20, 1995,  (ISSN 0221-8852)
- Eliane Camargo, « Aspects de la phonologie du wayana », Amerindia : Revue d'ethnolinguistique amérindienne, Paris, no 21,‎ 1996, p. 115-136 (lire en ligne [PDF]).
- (pt) Eliane Camargo, « Identidade étnica, identidade lingüística : o bilingüismo entre os Wayana e os Aparai » [« Identité ethnique, identité linguistique : le bilinguisme entre les Wayanas et les Aparaïs »], 6e Congresso da Assel, Multilingüismo em foco: estudos da linguagem, limites e espaços, Rio de Janeiro, UFRJ,‎ 1997, p. 89-99 (lire en ligne [PDF]).
- Eliane Camargo, « La relation d'appartenance en wayana », La Linguistique, Presses universitaires de France, vol. 35,‎ 1999, p. 97-112 (JSTOR 30249175).
- Eliane Camargo, « L'ordre des constituants en wayana : langue amérindienne du plateau guyanais », Cahiers du Cercle linguistique de l’Inalco, vol. 3,‎ 2000, p. 147-168.
- (pt) Eliane Camargo, « Parentesco lexical entre aparai e wayana : Elementos para um estudo comparativo caribe », Actas del simposio “Diferencias y similitudes en la estructura del léxico en lenguas aborígenes y criollas de América”, Quito, vol. 49,‎ 2001.
- (en) Eliane Camargo, « The semantics of “eating” in Wayana » [« La sémantique de « manger » en wayana »], Indigenous languages of South American Lowlands, Hollande,‎ 2002.
- (en) Eliane Camargo, « The classification of animal and vegetable food in Wayana », dans Eithne Carlin et Jacques Arends, Atlas of the Languages of Suriname [« La classification de la nourriture animale et végétale en Wayana »], Leiden, KILTV Press, 2002, 346 p., p. 61.
- (pt) Eliane Camargo, « Operadores aspectuais de estado marcando o nome em wayana (caribe) », LIAMES: Línguas Indígenas Americanas, Campinas, SP, vol. 8, no 1,‎ 2008, p. 85–104 (DOI 10.20396/liames.v8i1.1473, lire en ligne [PDF], consulté le 1er janvier 2024).
- (pt) Eliane Camargo, « Relações sintáticas e semânticas na predicação nominal do Wayana : a oração com cópula », Amerindia, no 28,‎ 2004, p. 133-160.
- Eliane Camargo, « Dossier de formation des médiateurs bilingues wayana », Rapport d’activités de la formation des médiateurs bilingues et culturels, CELIA (CNRS-IRD), CASNAV, Rectorat,‎ ?.
- (en) Eliane Camargo, « Languages Situation: French Guiana », dans Keith Brown, Encyclopedia of Language and Linguistics, Oxford, Elsevier, 2006, 2e éd. (ISBN 9780080547848).
- (pt) Eliane Camargo, « Mediação: um desafio intercultural para os professores-mediadores wayana », Cadernos de Educação Escolar Indígena. 3º Grau Indígena, Barra do Bugres, UNEMAT Editora, vol. 5, no 1,‎ 2007, p. 68-90.
- Eliane Camargo, « Lieu et langue : paramètres d’identification et d’attribution du Soi et de l’Autre en wayana (caribe) », dans Léglise et Migge, Attitudes et représentations linguistiques en Guyane. Regards croisés, Éditions de l’IRD, 2007, p. 169-189.
- Eliane Camargo, « Wayana et Apalaï : Cohabitation culturelle et linguistique en Guyane », Bulletin de l’observatoire des pratiques linguistiques,‎ 2008, p. 6-7.
- Eliane Camargo et Hervé Rivière, « Trois chants de guerre wayana », Amerindia. Langues de Guyane, Paris, Association d'études amérindiennes, nos 26-27,‎ 2001-2002, p. 87-122.
- (en) Eithne B. Carlin et W. L. Wetzels (dir.), « Truth and knowledge markers in Wayana (Cariban), Suriname » [« Marqueurs de la vérité et du savoir en wayana (caribe) »], The Linguistics of Endangered Languages: Contributions to Morphology and Morphosyntax, Université de Leiden,‎ 2009 (lire en ligne [PDF]).
- Henri Coudreau, « Vocabulaires méthodiques des langues ouayana, aparaï, oyampi et émérillon », Bibliothèque linguistique américaine, Paris, J. Maisonneuse, Libraire-Éditeurs, vol. 15,‎ 1982 (lire en ligne).
- Jules Crevaux, Paul Sagot et Lucien Adam, « Roucouyenne, arrouague, piapoco et d'autres langues de la région des Guyanes », Bibliothèque linguistique américaine, Paris, Librairie-Éditeur J. Maisonneuve, vol. VIII,‎ 1882 (lire en ligne).
- Marie Fleury, « Dénomination et représentations des végétaux chez les Wayana et les Aluku de Guyane française », Volume régional Caraïbes, Bruxelles, Pierre Grenand,‎ 1999, p. 31-44.
- (en) Joseph E. Grimes, Languages of the Guianas [« Les langues des Guyanes »], Summer Institute of Linguistics, University of Oklahoma, coll. « Summer Institute of Linguistics publications in linguistics and related fields » (no 35), 1972, IX-91 p., 23 cm (OCLC 742365).